# Niederrunding

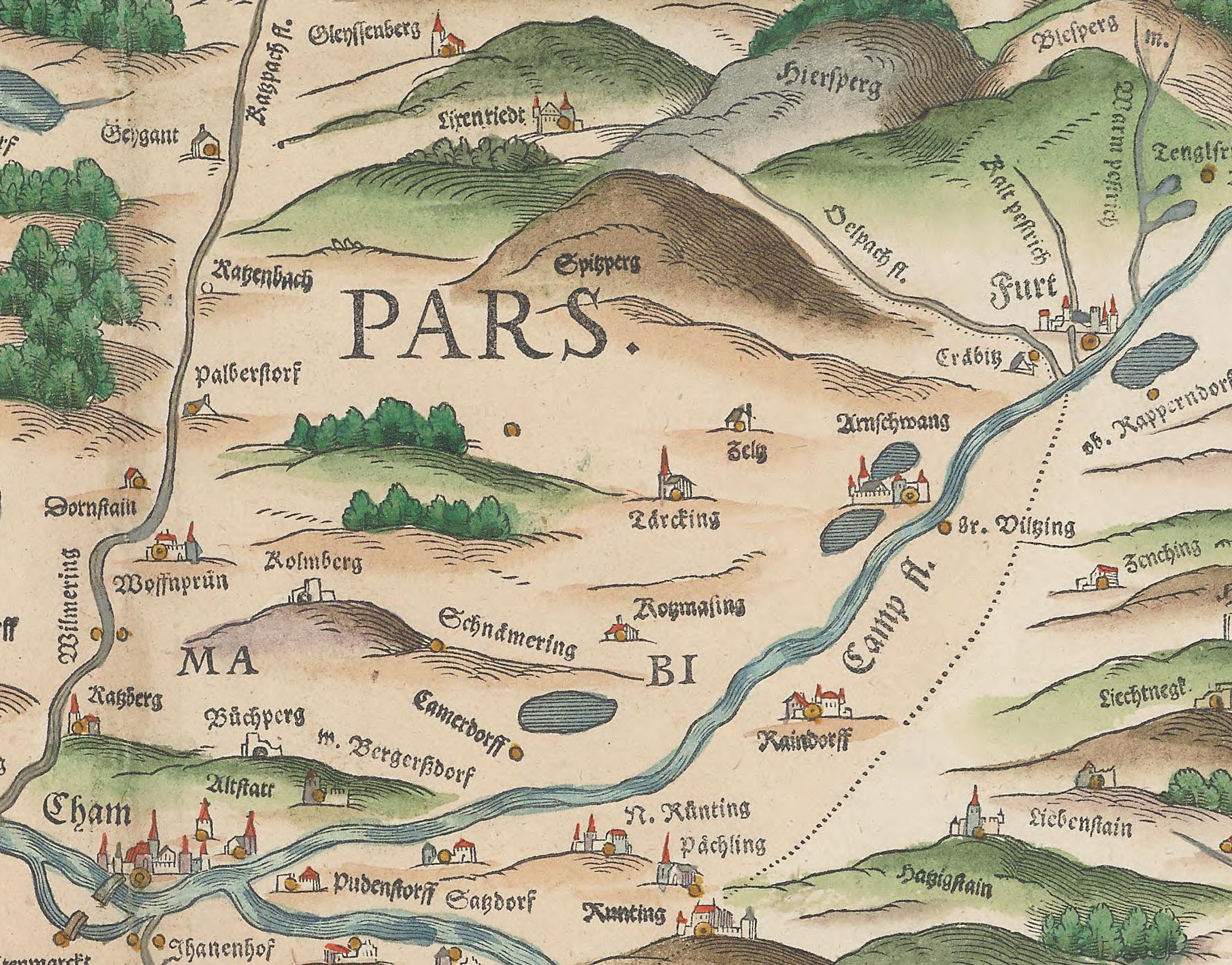
Niederrunding (N. Runting) auf der Bayerischen Landtafel des Philipp Apian von 1568

Niederrunding ist ein Gemeindeteil der Gemeinde Runding im Landkreis Cham des Regierungsbezirks Oberpfalz im Freistaat Bayern.

## Geografie
Niederrunding liegt in der Cham-Further Senke 1 Kilometer nordwestlich von Runding und 1 Kilometer südöstlich der Bundesstraße 20. 
2 Kilometer nordwestlich von Niederrunding fließt der Chamb Richtung Südwesten dem Regen zu, in den er 4 Kilometer westlich von Niederrunding mündet. Der Regen fließt 1 Kilometer südlich von Niederrunding in Richtung Nordwesten.
2 Kilometer nordwestlich von Niederrunding verläuft die Bahnstrecke Schwandorf–Furth im Wald. Nächster Haltepunkt auf dieser Strecke ist Kothmaißling 3 Kilometer nordwestlich von Niederrunding.
800 Meter südwestlich von Niederrunding verläuft die Bahnstrecke Cham–Bad Kötzting. Nächste Haltepunkte auf dieser Strecke sind Cham-Schwedenschanze 3 Kilometer westlich und Chamerau 2 Kilometer südlich von Niederrunding.
Nördlich von Niederrunding erhebt sich der 423 Meter hohe Bühl.

## Geschichte
Niederrunding findet sich auf der Bayerischen Landtafel des Philipp Apian von 1568. Es ist dort als befestigte Siedlung mit Wachtürmen dargestellt. Die Ortschaft wurde auch in einem Verzeichnis der bayerischen Kurfürsten aus dem Jahr 1625 aufgeführt.
Niederrunding hatte 1752 12 Anwesen, darunter ein Landsassengut und ein Gemeinde-Hüthaus. Die Eigentümer hießen Seidl, Spitzer, Ecker, Klirr, Blum, Koller, Krieger, Söldner, Weber.
1808 wurde die Verordnung über das allgemeine Steuerprovisorium erlassen. Mit ihr wurde das Steuerwesen in Bayern neu geordnet und es wurden Steuerdistrikte gebildet. Dabei wurde Niederrunding Steuerdistrikt. Der Steuerdistrikt Niederrunding umfasste die Orte Niederrunding, Göttling, Langwitz, Öd, Perwolfing und Satzdorf.
1821 wurden im Landgericht Cham Gemeinden gebildet. Aus dem Steuerdistrikt Niederrunding ging die Gemeinde Niederrunding hervor. Die Gemeinde Niederrunding bestand 1861 aus den Ortschaften Niederrunding, Göttling, Langwitz, Perwolfing und Satzdorf.
Bei der Gebietsreform in Bayern wurde die Gemeinde Niederrunding am 1. Januar 1972 in die Gemeinde Runding eingemeindet.
Niederrunding gehört zur Pfarrei Runding. 1997 hatte Niederrunding 317 Katholiken.

## Einwohnerentwicklung ab 1838
| Jahr | Einwohner | Gebäude |
| ---- | --------- | ------- |
| 1838 | 109       | 15      |
| 1861 | 121       | 59      |
| 1871 | 131       | 59      |
| 1885 | 250       | 30      |
| 1900 | 214       | 31      |
| 1913 | 180       | 28      |

| Jahr | Einwohner | Gebäude |
| ---- | --------- | ------- |
| 1925 | 183       | 31      |
| 1950 | 217       | 36      |
| 1961 | 211       | 43      |
| 1970 | 284       | k. A.   |
| 1987 | 317       | 80      |
| 2011 | 142       | k. A.   |